# Hóa học thiên thể
Hóa học thiên thể là môn khoa học nghiên cứu về sự phong phú và phản ứng của các phân tử trong vũ trụ và sự tác động qua lại của chúng bằng bức xạ. Môn nghiên cứu này là sự giao thoa giữa hóa học và thiên văn học. Thuật ngữ astrochemistry có thể được sử dụng cho hệ Mặt Trời và trung gian giữa các vì sao. Nghiên cứu về sự phong phú của các yếu tố và tỷ lệ đồng vị trong các vật thể của hệ Mặt Trời như là các thiên thạch cũng có thể được gọi là hóa học vũ trụ; nghiên cứu về các phân tử và nguyên tử giữa các vi sao và tác động qua lại của chúng bằng bức xạ thỉnh thoảng được gọi là vật lý học thiên thể phân tử. Mô thức, sự sáng tạo nguyên tử và hóa học các cuộc tiến hóa và sự tất yếu của các mây khí gas phân tử là thuộc về mối quan tâm đặc biệt bởi vì chính từ các đám mây này, hệ Mặt Trời được tạo hình.

## Lịch sử
Như là một sự kết hợp giữa hóa học và thiên văn học, lịch sử của hóa học thiên thể được dựa trên lịch sử của hai môn khoa học kia. Sự phát triển của quang phổ học mang tính chất quan sát và thử nghiệm được nâng cao đã cho phép việc phát hiện của một mảng phân tử ngày càng gia tăng với các hệ Mặt Trời và trung gian giữa các vì sao bao quanh. Đáp lại, số lượng gia tăng của các chất hóa học được khám phá bởi những phát triển trong lĩnh vực quang phổ học và những công nghệ khác đã tăng kích thước của vũ trụ hóa học, từ đó phục vụ cho những nghiên cứu của hóa học thiên thể.

### Lịch sử của quang phổ học
Những quan sát về hình ảnh Mặt Trời được thực hiện bởi Athanasius Kircher (1646), Jan Marek Marci (1648), Robert Boyle (1664), Francesco Maria Grimaldi (1665) đã tạo tiền đề cho tác phẩm của Isaac Newton vào năm 1666 nói về quang phổ tự nhiên của ánh sáng. Điều đó đã có kết quả trong chiếc kính quang phổ đầu tiên. Lúc đầu, quang phổ học được sử dụng như là một kỹ thuật thiên văn vào năm 1802 với các thí nghiệm của William Hyde Wollaston, người đã xây dựng quang phổ kế để quan sát những dải ánh sáng với bức xạ mặt trời. Những đường quang phổ đã được định lượng với công trình nghiên cứu của Joseph von Fraunhofer.
Quang phổ học đã được sử dụng để phân biệt các vật thể khác nhau lần đầu tiên bởi Charles Wheatstone. Báo cáo của ông vào năm 1835 đã cho biết quang phổ của các kim loại khác nhau là những quang phổ riêng biệt. Quan sát này sau đó được xây dựng thêm bởi Léon Foucault người đã chứng minh vào năm 1849 rằng những đường phát xạ và sự hấp thụ ánh sáng đồng nhất là kết quả của việc chúng đến từ cùng vật liệu ở các mức nhiệt độ khác nhau. Một tình trạng tương đương được phát hiện một cách độc lập bởi Anders Jonas Ångström vào năm 1853. Trong tác phẩm Optiska Undersökningar, Ångström đã lý thuyết hóa những khí gas phát sáng phát ra các tia sáng với cùng tần suất.
Dữ liệu quang phổ đã trở nên quan trọng về mặt lý thuyết với quan sát của Johann Balmer. Quan sát này cho thấy những đường quang phổ được bày ra bởi những hình mẫu của hydro đi theo một mối quan hệ giản đơn. Nhóm đường ánh sáng này sau được biết đến với cái tên dãy Balmer. Dãy này là một trường hợp đặc biệt của Công thức Rydberg được phát triển bởi Johannes Rydberg vào năm 1888. Công thức này dược tạo ra để mô tả các đường quang phổ quan sát được ở hydro. Công thức của Rydberg được mở rộng bằng việc cho phép tính toán những đường quang phổ cho những chất hóa học khác. Công thứ Rydberg thừa nhận kết quả của nghiên cứu quang phổ đã được phát triển cho cơ khí lượng tử . Đồng thời công thức này cho phép các kết quan sát quang phổ được so sánh với quang phổ phát xạ phân tử và nguyên tử, thứ được tính là một priori

### Lịch sử của hóa học thiên thể
Khi thiên văn vô tuyến được phát triển trong thập niên 1930, không có bằng chứng có thật xuất hiện về sự đồng nhất thuyết phục của một phân tử giữa các vì sao cho đến năm 1937. Vào khoảng thời gian đó, cấp độ hóa học duy nhất mà người ta biết đến là cấp độ nguyên tử. Việc tìm ra phẩn tử đã được xác nhận vào năm 1940 khi McKellar xác nhận những đường quang phổ trong một phát hiện đường vô tuyến chưa được xác định phát ra từ phân tử CH và CN trong không gian giữa các vì sao. Trong 30 năm sau đó, một sự lựa chọn nhỏ về các phân tử khác nhau được phát hiện trong không gian giữa các vì sao. Quan trọng nhất là phát hiện trong CH vào năm 1963 chứng tỏ có một nguồn của oxy giữa các vì sao và formaldehyde được phát hiện vào năm 1969 chứng tỏ đã phát hiện phân tử nhiều nguyên tử và có hệ thống trong không gian giữa các vì sao
.
Việc phát hiện formaldehyde giữa các vì sao và sau đó những phân tử khác với sự quan trọng mang tính chất sinh học tiềm tàng như là nước hay carbon monooxid được một số người cho là bằng chứng mạnh mẽ cho các lý thuyết tự nhiên về sự sống; đặc biệt là các lý thuyết bám vào những thành phần phâ tử cơ bản về sự sống, những thành phần đến từ ngoài Trái Đất. Điều này đã gợi nên một nghiên cứu thầm lặng về các phân tử giữa các vì sao. Các phân tử này hoặc là sự quan trọng sinh học trực tiếp (glycine giữa các vì sao, được phát hiện vào năm 2009) hoặc là thứ phơi bày một cách sinh học đáng tính thích đáng (Chirality, một mẫu của propylene oxit, được phát hiện vào năm 2016). 